# Wólka Bielińska
Wólka Bielińska est une localité polonaise de la gmina d'Ulanów, située dans le powiat de Nisko en voïvodie des Basses-Carpates.